# Greenwood (Maine)
Greenwood – miasto w Stanach Zjednoczonych, w stanie Maine, w hrabstwie Oxford.